# 친위대 제33무장기병사단
친위대 제33무장기병사단 (제3헝가리)(33. Waffen-Kavallerie-Division der SS (ungarische Nr. 3))은 나치 독일의 무장친위대 사단 중 하나이다.
1944년 12월 헝가리 의용군들로 편성되었다고 하는데 병력수가 1개 연대 규모를 넘어본 적이 없다. 편성된지 1달만에 제26무장척탄병사단 (제2헝가리)에 흡수되었고 부다페스트 근교에서 궤멸되었다.
제33무장기병사단에 관해서는 부대 이름 외에는 사단장도, 인식표도 제대로 알려진 것이 없다. 일각에서는 그 존재 자체를 의문시하기도 한다.
사단번호 33번은 제33무장척탄병사단 샤를마뉴 (제1프랑스)가 계승했다.